# خوک

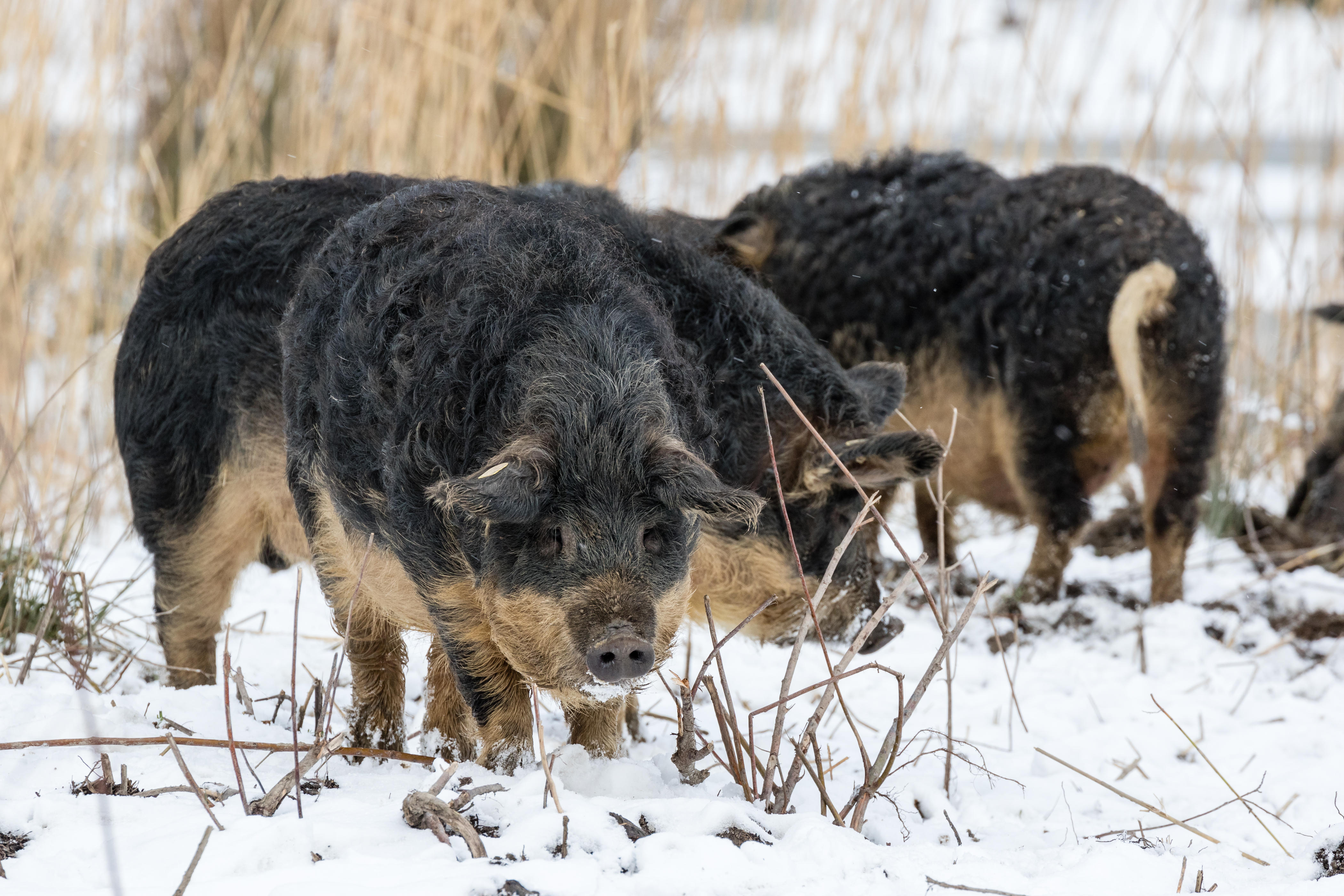
مانگالیتسا، گونه‌ای از خوک اهلی با موی ضخیم و مجعد

خوک پستانداری از خانوادهٔ گرازان و راستهٔ جفت‌سم‌سانان است. خوک‌ها اهلی می‌شوند، اما نیای آن‌ها به گونه‌ای از گراز وحشی می‌رسد. خوک‌ها جانورانی همه‌چیزخوار، به شدت اجتماعی و باهوش هستند.

## ویژگی‌ها و رفتار
یک خوک معمولی دارای یک سر بزرگ با پوزه دراز است که با استخوان‌های ویژه پیش‌دماغی و یک دیسک غضروفی در نوک تقویت شده‌است. پوزه برای جستجوی خاک به منظور یافتن غذا مورد استفاده قرار می‌گیرد و عضو بسیار حساسی است. در هر پا چهار انگشت سُم‌دار وجود دارد. بیشتر وزن جانور روی دو انگشت بزرگتر میانی تحمل می‌شود؛ اما دو انگشت بیرونی نیز در زمینهای نرم مورد استفاده قرار می‌گیرند.
فرمول دندان خوک‌های بالغ ۳٬۴٬۱٬۳ در هر فک است، که در مجموع ۴۴ دندان می‌شوند. دندانهای عقب برای خرد کردن سازگاری یافته‌اند. در نرها دندان‌ها به شکل عاج بوده و به‌طور مداوم رشد می‌کنند و در اثر اصطکاک با زمین دائماً تیز می‌شوند.

## گوشت خوک
در یهودیت و اسلام، گوشت خوک جزء خوردنی‌های تابو و حرام دانسته شده‌است. مسلمانان و یهودیان بر این باورند که خوک ناقل بیماری‌های زیادی است و به‌همین علت از خوردن گوشت آن اجتناب کرده و خوردن آن را گناه می‌دانند. در قرن نوزدهم برخی علت اجتناب از خوردن گوشت خوک در خاورمیانه را وجود انگل تریشین اعلام کردند.
امروزه با پیشرفت علم و تولید داروهای ضدانگل تا حدود زیادی از رشد انگل تریشین،  در خوک ها جلوگیری می‌شود و کشورهای پرورش دهنده خوک در پرورش‌گاههای خوک تدابیر بهداشتی خاصی را اعمال می‌کنند.و با رژیم غذايي سالم به پرورش این حیوان می‌پردازند. 
توضیحی عمومی برای ناپاک شمردن خوک در خاورمیانه این است که خوک‌ها همه‌چیزخوارند و در رژیم غذایی آن‌ها تفاوتی میان گوشت و گیاه نیست. تمایل به خوردن گوشت، آن‌ها را از گروه جانوران اهلی مانند گاو، گوسفند و بز که فقط گیاه می‌خورند، جدا می‌کند.
در مواردی در کتب غیرعلمی در مورد کثیف بودن خوک مسائل مختلفی مانند خوابیدن در گِل یا مدفوع‌خواری مطرح می‌شود. خوک‌ها در طبیعت به‌طور طبیعی مدفوع‌خواری نمی‌کنند و بیش از ۹۰٪ از گیاهان تغذیه می‌کنند. برخلاف باورهای رایج گروهی از خوک‌ها حتی میوه‌ها را قبل از خوردن در آب می‌شویند. این حیوانات به‌دلیل اینکه سیستم تعریق ندارند، از آب گل‌آلود برای خنک کردن بدن خود استفاده می‌کنند؛ زیرا آب گل‌آلود دیرتر از آب معمولی بخار می‌شود.

## بیماری‌ها

### آنفلوآنزای خوکی
آنفلوآنزای خوکی بیماری تنفسی است که از ویروس آنفلوآنزای A نشأت می‌گیرد. این آنفلوآنزا توسط ویروس ارتومیکسوویریده در میان خوک‌های بوم‌گیر ایجاد می‌شود، امّا هرساله مواردی از ابتلای انسان به این بیماری، به ویژه از راه تماس با این جانور یا از فرد مبتلا، گزارش می‌شود. نشانه‌های معمول آن در انسان تب، سرگیجه، خشکی مفصل‌ها، حالت تهوع و در موارد پیشرفته، بیهوشی و مرگ است.

## جمعیت
فهرست بزرگ‌ترین پرورش دهندگان خوک بر اساس گزارش فائو در سال ۲۰۱۸:
| کشور       | کشور                | تعداد خوک زنده |
| ---------- | ------------------- | -------------- |
| ۱          | چین                 | ۴۴۱٬۰۰۰٬۰۰۰    |
| ۲          | ایالات متحده آمریکا | ۷۴٬۵۵۰٬۰۰۰     |
| ۳          | برزیل               | ۴۱٬۴۴۳٬۰۰۰     |
| ۴          | اسپانیا             | ۳۰٬۸۰۴٬۰۰۰     |
| ۵          | ویتنام              | ۲۸٬۱۵۱٬۰۰۰     |
| ۶          | آلمان               | ۲۶٬۴۴۵٬۰۰۰     |
| ۷          | روسیه               | ۲۳٬۰۷۵٬۰۰۰     |
| ۸          | مکزیک               | ۱۷٬۸۳۸٬۰۰۰     |
| ۹          | کانادا              | ۱۴٬۱۷۰٬۰۰۰     |
| ۱۰         | فرانسه              | ۱۳٬۳۲۴٬۰۰۰     |
| ۱۱         | میانمار             | ۱۲٬۹۳۴٬۰۰۰     |
| ۱۲         | دانمارک             | ۱۲٬۷۸۱٬۰۰۰     |
| ۱۳         | فیلیپین             | ۱۲٬۶۰۴٬۰۰۰     |
| ۱۴         | هلند                | ۱۲٬۴۱۸٬۰۰۰     |
| ۱۵         | لهستان              | ۱۱٬۸۲۷٬۰۰۰     |
| آمار جهانی | آمار جهانی          | ۹۷۸٬۰۰۰٬۰۰۰    |